# Trichodischia caerulea
Trichodischia caerulea är en tvåvingeart som beskrevs av Jacques-Marie-Frangile Bigot 1885. Trichodischia caerulea ingår i släktet Trichodischia och familjen parasitflugor. Inga underarter finns listade i Catalogue of Life.